# Happy World!
Happy World! (ハッピーワールド) là loạt manga do Takeshita Kenjirou thực hiện và đăng trên tạp chí Ultra Jump của Shueisha từ ngày 19 tháng 5 năm 2000 đến ngày 19 tháng 5 năm 2006. Cốt truyện xoay quanh Ōmura Takeshi một nam sính trung học bị lời nguyền luôn gặp xui, mỗi ngày là một cuộc đấu tranh giữa cậu và số xui như bị chó rượt, nhà cháy, lọt hố... và một nữ thiên sứ đã được phái đến để giúp đỡ cậu. Qua thời gian cậu đã kết bạn với những học sinh co các hoàn cảnh khác cũng như tình cảm bắt đầu hình thành giữa mọi người.
KSS đã thực hiện chuyển thể anime của loạt manga dưới dạng OVA và phát hành từ ngày 13 tháng 12 năm 2002 đến ngày 27 tháng 6 năm 2003 với 3 tập.

## Truyền thông

### Manga
Loạt manga được Takeshita Kenjirou thực hiện và đăng trên tạp chí Ultra Jump của Shueisha từ ngày 19 tháng 5 năm 2000 đến ngày 19 tháng 5 năm 2006. Nét vẽ cũng dẫn thay đổi theo thời gian từ khi nhân vật còn nhỏ cho đến khi lớn lên và trưởng thành với nhiều chủ đề và thể loại khác nhau xuyên suốt câu truyện từ lãng mạn hài hước cho đến xung đột kịch tính. Shueisha sau đó đã tập hợp các chương lại và phát hành thành 11 tankōbon.

### OVA
KSS đã thực hiện chuyển thể anime của loạt manga dưới dạng OVA và phát hành vào ngày 13 tháng 12 năm 2002, ngày 28 tháng 3 và ngày 27 tháng 6 năm 2003 với 3 tập.

### Âm nhạc
Bộ OVA có hai bài hát chủ đề, một mở đầu và một kết thúc. bài hát mở đầu có tên Kami-sama no Okuri mono ~Naked Angel~ (神様の贈り物～Naked Angel～) do Millio trình bày, bài hát kết thúc có tên Shiawase Biyori (幸せ日和) do Hanamura Satomi trình bày. Đĩa đơn chứa hai bài hát đã phát hành vào ngày 09 tháng 9 năm 2002.
| Happy World! Animation Theme Song (Happy World!アニメーション・テーマソング) | Happy World! Animation Theme Song (Happy World!アニメーション・テーマソング)                                     | Happy World! Animation Theme Song (Happy World!アニメーション・テーマソング) |
| STT                                                                          | Nhan đề | Thời lượng                                                                   |
| ---------------------------------------------------------------------------- | --- | ---------------------------------------------------------------------------- |
| 1.                                                                           | "Kami-sama no Okuri mono ~Naked Angel~ (神様の贈り物～Naked Angel～)"                                            | 3:20                                                                         |
| 2.                                                                           | "Shiawase Biyori (幸せ日和)"                                                                                     | 2:49                                                                         |
| 3.                                                                           | "Kami-sama no Okuri mono ~Naked Angel~ (Original Karaoke) (神様の贈り物～Naked Angel～（オリジナル・カラオケ）)" | 3:22                                                                         |
| 4.                                                                           | "Shiawase Biyori (Original Karaoke) (幸せ日和（オリジナル・カラオケ）)"                                          | 2:39                                                                         |
| Tổng thời lượng:                                                             | Tổng thời lượng:                                                                                                 | 12:14                                                                        |